# Тополь узколистный
Тополь узколистный (лат. Populus angustifolia) — дерево, вид рода Тополь (Populus) семейства Ивовые, произрастающий в западной части Северной Америки. Встречается в Скалистых горах и на окружающих равнинах. Ареал простирается на север до провинций Альберта и Саскачеван в Канаде и на юг до штатов Чиуауа, Коауила и Сонора в Мексике. Растёт по берегам ручьёв на высоте от 1200 до 2400 м над уровнем моря.

## Ботаническое описание
Populus angustifolia — дерево с тонкой кроной, может расти плотными группами. Листья жёлто-зелёные ланцетные с зубчатыми краями. Соцветия серёжки появляются ранней весной. Плодовые капсулы пушистые, белого цвета.

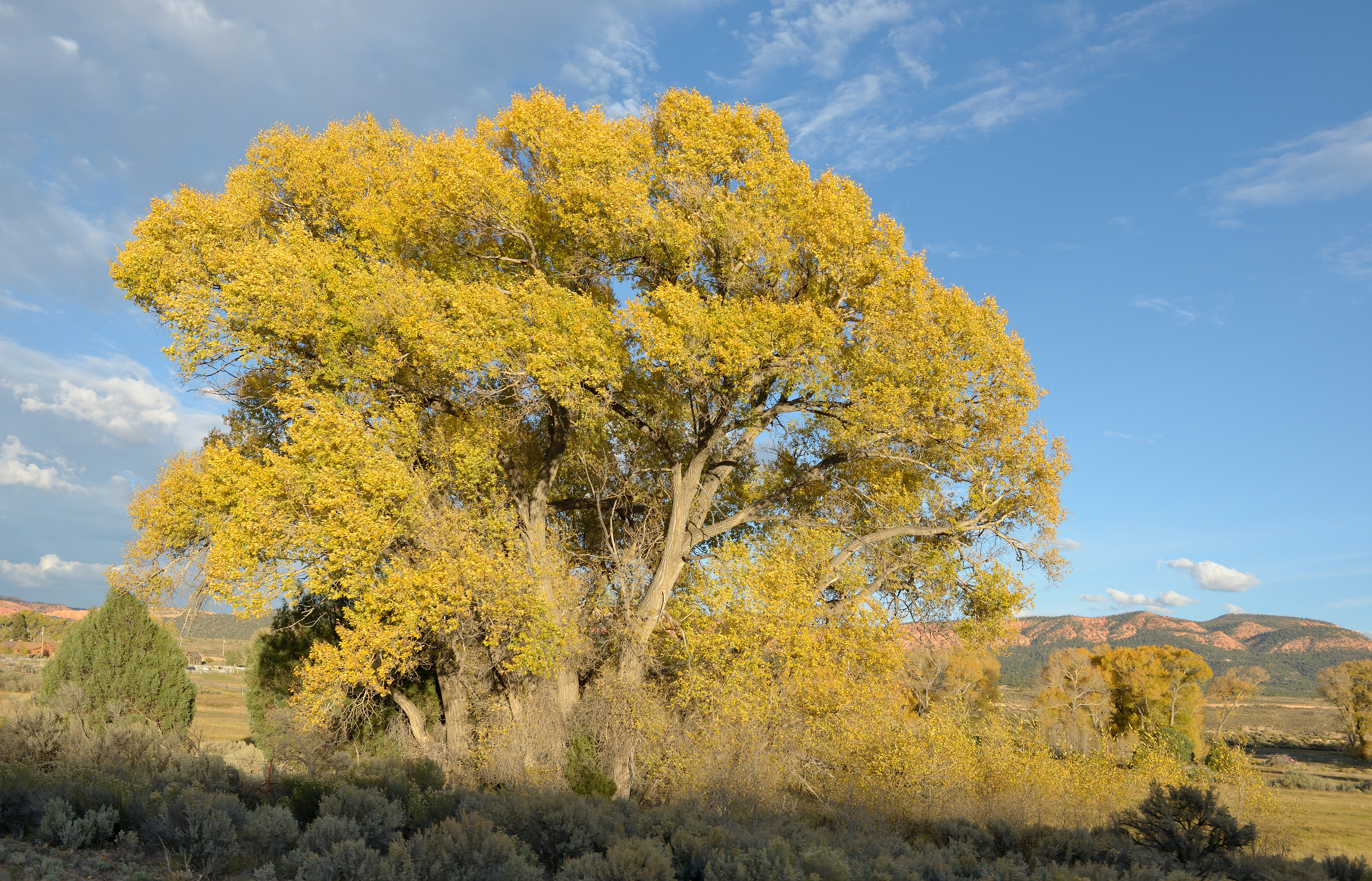
Populus angustifolia в Юте
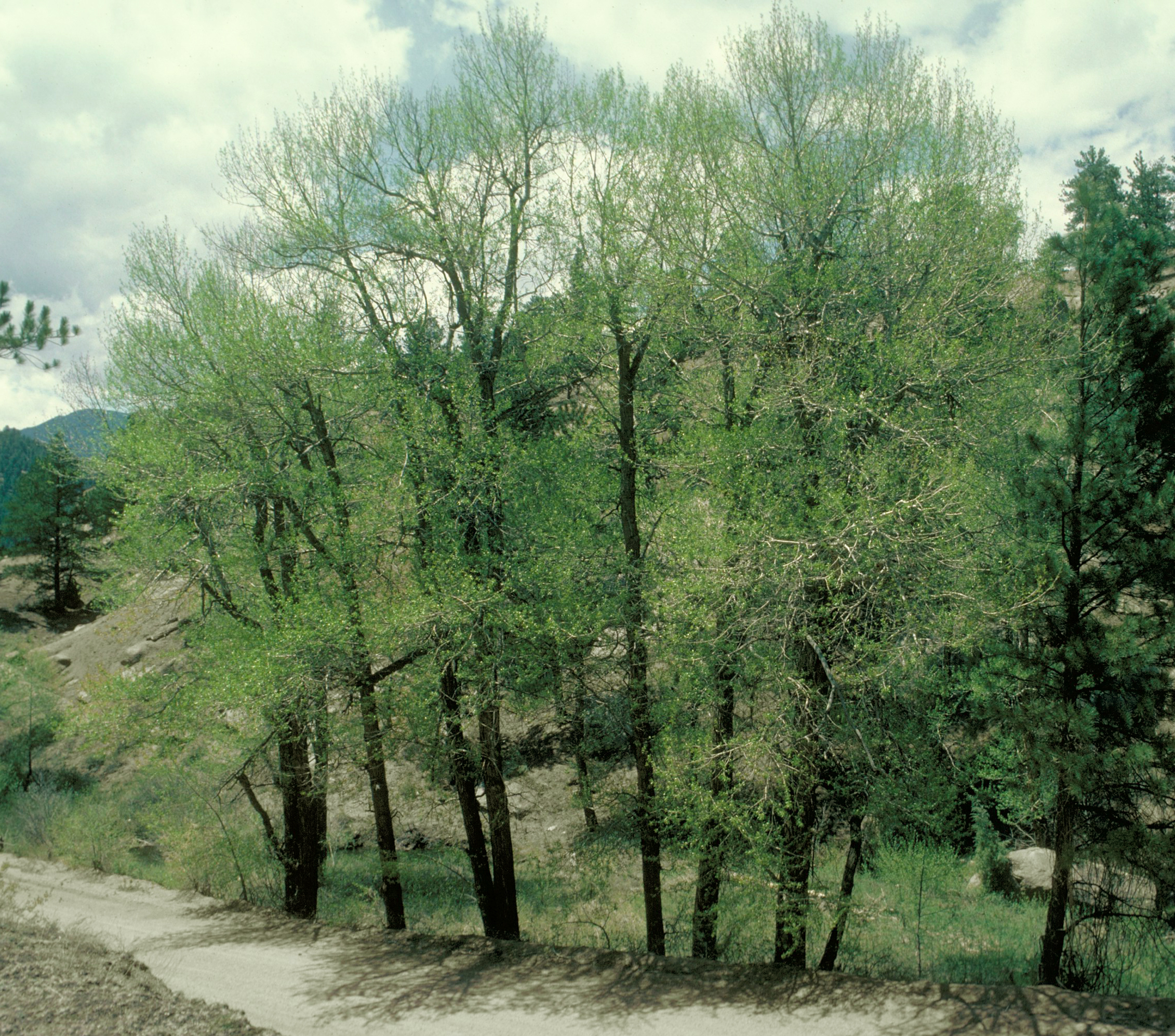
Группа Populus angustifolia
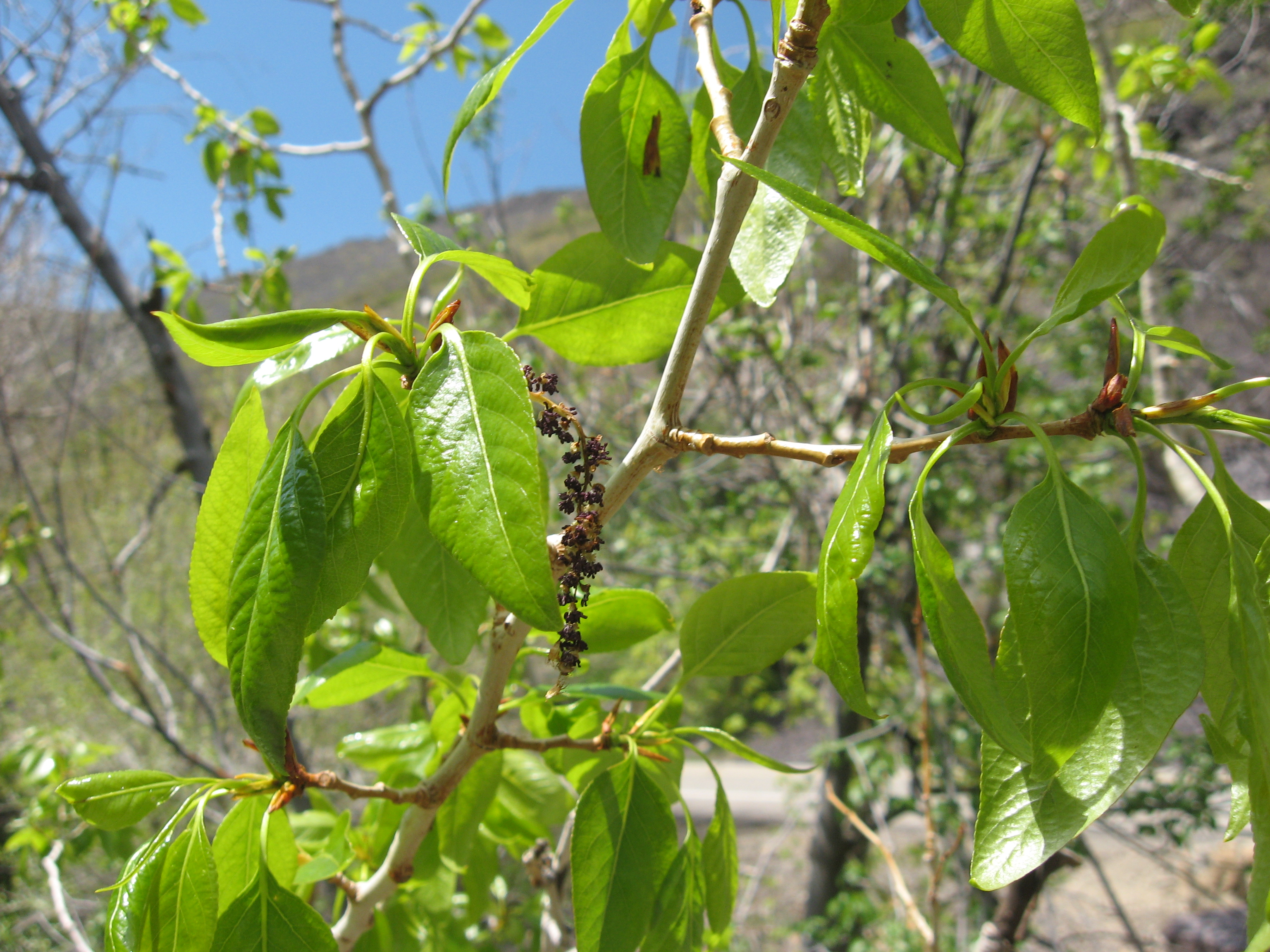
Молодые листья

## Таксономия
В местностях, где ареалы видов перекрываются Populus angustifolia гибридизуется с такими видами, как тополь бальзамический, тополь дельтовидный, тополь Фремонта и Тополь волосистоплодный. Такие гибриды могут формировать в некоторых регионах обширные популяции. Из-за широкого распространения и морфологической устойчивости гибрид P. angustifolia × P. deltoides первоначально рассматривался как отдельный вид (Populus acuminata) до тех пор, пока в 1980-х годах не была установлена его гибридная природа.

## Использование
Липкие и эластичные почки этого тополя использовались как своего рода жевательная резинка местными индейцами, включая апачи и навахо. Populus angustifolia является хозяином корневой тли сахарной свеклы Pemphigus betae.